# Synagogue de Lesko
La synagogue de Lesko (Pologne), construite au XVIIe siècle, a été gravement endommagée par les nazis durant la Seconde Guerre mondiale. Rénovée durant les années 1960, 1970 et 1980, elle abrite aujourd'hui le Musée des Juifs de Galicie.

## Histoire
Lesko est une ville du sud-est de la Pologne dans la Voïvodie des Basses-Carpates. Fondée au XVe siècle, elle compte actuellement 5 855 habitants (recensement de 2004).
Lesko en yiddish se dit Linsk ou Lisk.

### La communauté juive de Lesko
Les premiers Juifs arrivent à Lesko vers la fin du XVe siècle, probablement expulsés d'Espagne. Lors du recensement de 1580, il est fait référence à un rabbin et à une école juive. Au XVIe siècle, le développement de la ville attire beaucoup de Juifs dont plus de la moitié sont des artisans. Un fait rare à cette époque, beaucoup possèdent et exploitent des terres. À partir du XVIIIe siècle, les Juifs sont majoritaires dans la ville et vers le milieu du XIXe siècle, ils peuvent être membres du conseil municipal.
Dans les années 1930, après l'indépendance retrouvée de la Pologne, le député-maire Alter Müller et cinq autres Juifs de Lesko, sont membres du gouvernement municipal. La population juive de la ville est alors d'environ 2 500 personnes et on compte plus de 15 000 Juifs avec les villages alentour.
Au début de la Seconde Guerre mondiale, Lesko passe sous contrôle soviétique dans le cadre du Pacte germano-soviétique et les Juifs riches sont persécutés et déportés par les Soviétiques, principalement vers la Sibérie. Lesko est ensuite prise par les troupes nazies le 24 juin 1941 dès le début de l'invasion de l'Union soviétique par les Allemands. Les Juifs de Lesko et des environs sont regroupés tout d'abord dans un ghetto provisoire, avant d'être transférés à Zasławie où la plupart sont exterminés. Quelques milliers sont envoyés à Belzec avant d'être à leur tour fusillés dans les bois « Malinki ».

### L'histoire de la synagogue
Jusqu'à la Seconde Guerre mondiale, de nombreuses synagogues et lieux de prière existent à Lesko.
La synagogue principale se trouve dans la rue qui se nomme maintenant Berek Joselewicz, du nom d'un héros d'origine juive de l'armée polonaise du temps de Napoléon Ier. Elle est construite de 1626 à 1654 sur l'emplacement d'une ancienne synagogue, dans le quartier juif de Lesko. Elle fait l'objet en 1838 d'une profonde rénovation, aussi bien de son toit que de ses décors intérieurs.
Durant la Seconde Guerre mondiale, les troupes nazies vandalisent entièrement l'intérieur de la synagogue. Pendant presque 20 ans après la fin de la guerre, le bâtiment reste à l'abandon et en 1957, une partie du toit menace de s'effondrer. Ce n'est qu'au début des années 1960 que les autorités municipales prennent conscience de l'intérêt du bâtiment et décident de procéder à des rénovations échelonnées dans le temps. Celles-ci ont lieu en 1960-1963 pour le gros œuvre, puis à la fin des années 1970 et au début des années 1980.
Après rénovation, le bâtiment devient une galerie d'art pour les artistes des montagnes des Bieszczady (Basses-Carpates). Depuis 1995, il abrite aussi le Musée des Juifs de Galicie.

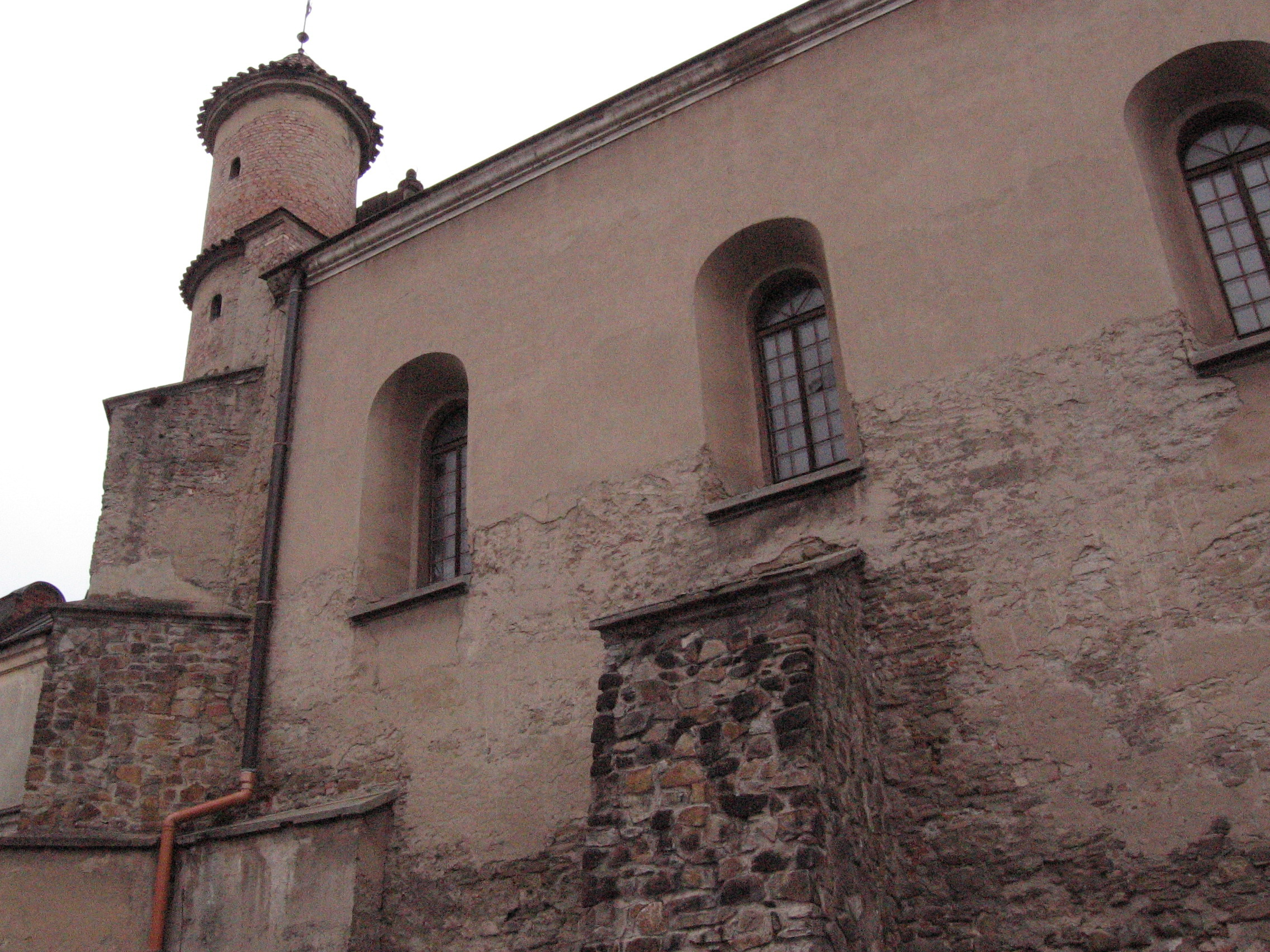
Le mur Est

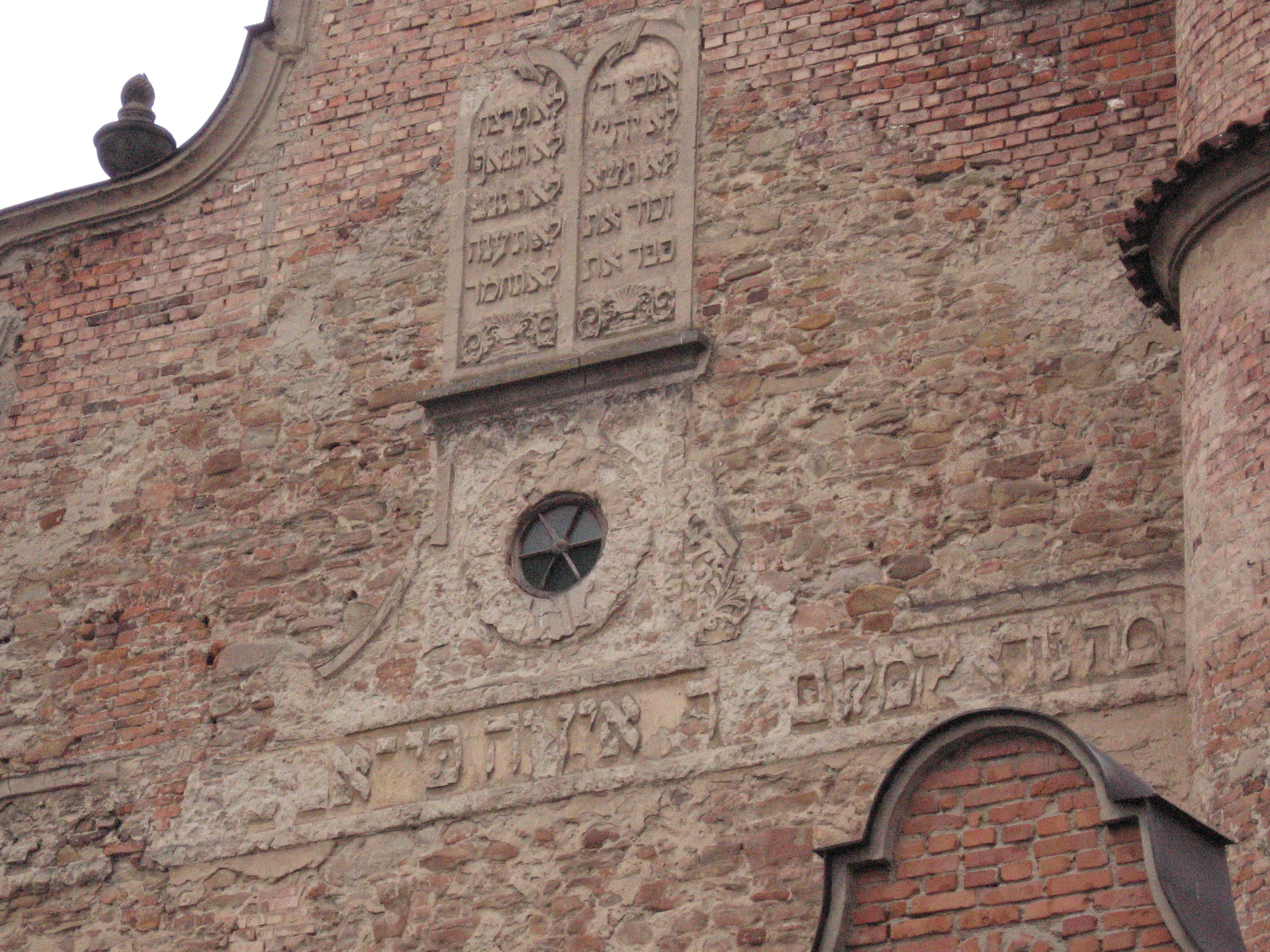
Les tables de la Loi

### L'architecture de la synagogue

#### L'extérieur
Le bâtiment est construit selon un plan rectangulaire, en style Renaissance et l'intérieur après sa rénovation en 1838 est de style maniériste-baroque. À la même époque, des pignons ont été rajoutés et le toit entièrement refait. Le bâtiment est construit en galets de rivière, en pierre de taille et partiellement en briques, le tout recouvert de crépi.
Les sommets des pignons étaient ornementés de vases en pierre. La dernière restauration leur a redonné leur apparence primitive.
Une tour ronde est située en son coin sud-ouest avec un escalier en pierre et un donjon. Cette tour servait initialement de prison pour la communauté juive qui bénéficiait d'une autonomie judiciaire. La tour a été surélevée lors de la restauration d'après guerre et donne un caractère défensif au bâtiment.
Sur la façade de la synagogue, en dessous des Tables de la Loi, est sculptée une inscription en hébreu tirée de la Torah (Genèse 28:17) :

« Il eut peur, et dit : Que ce lieu est redoutable ! C'est ici la maison de Dieu, c'est ici la porte des cieux !. »

#### L'intérieur
La synagogue se compose d'une seule nef formant la salle principale et sur le mur Ouest, d'une annexe servant initialement de salle de prière pour les femmes. Plus tard, les femmes se réuniront à l'étage et pourront avoir un aperçu de la salle de prière principale par des fenêtres spéciales.
L'intérieur de la synagogue n'est pas d'origine. La bima (autel) est une reproduction simplifiée de celle de la fameuse synagogue « Zlota Roza » (Rose d'Or) de Lviv. L'Arche Sainte est encadrée de demi-colonnes surmontées d'un toit triangulaire. Devant l'Arche, brillait la Ner tamid (lampe éternelle).
Les murs verticaux sont divisés en trois parties par des corniches. Entre elles, dans des enfoncements voûtés semi-circulaires, sont peintes des citations de la Torah. Les pans de murs situés entre les fenêtres au-dessus de la seconde corniche étaient certainement peints de scènes bibliques.
Des portes en fer forgé datant du XIXe siècle séparent le vestibule de la salle de prière.

### Le cimetière
Non loin de la synagogue, sur une petite colline couverte de chênes, s'étend le plus grand cimetière juif des Basses-Carpates, d'une grande beauté nostalgique, avec plus de 2 000 pierres tombales dont beaucoup sont recouvertes de mousse. Certaines, parfaitement conservées et lisibles datent du XVIe ou du XVIIe siècle. La plus vieille épitaphe date de 1548 et déclare : « Ici repose celui qui redoutait Dieu, Eliezer, fils du rabbin Meszulem. Que soit bénie la mémoire du juste. »
Le cimetière fait l'objet actuellement d'études et de réfection par des historiens et des restaurateurs.

## Galerie

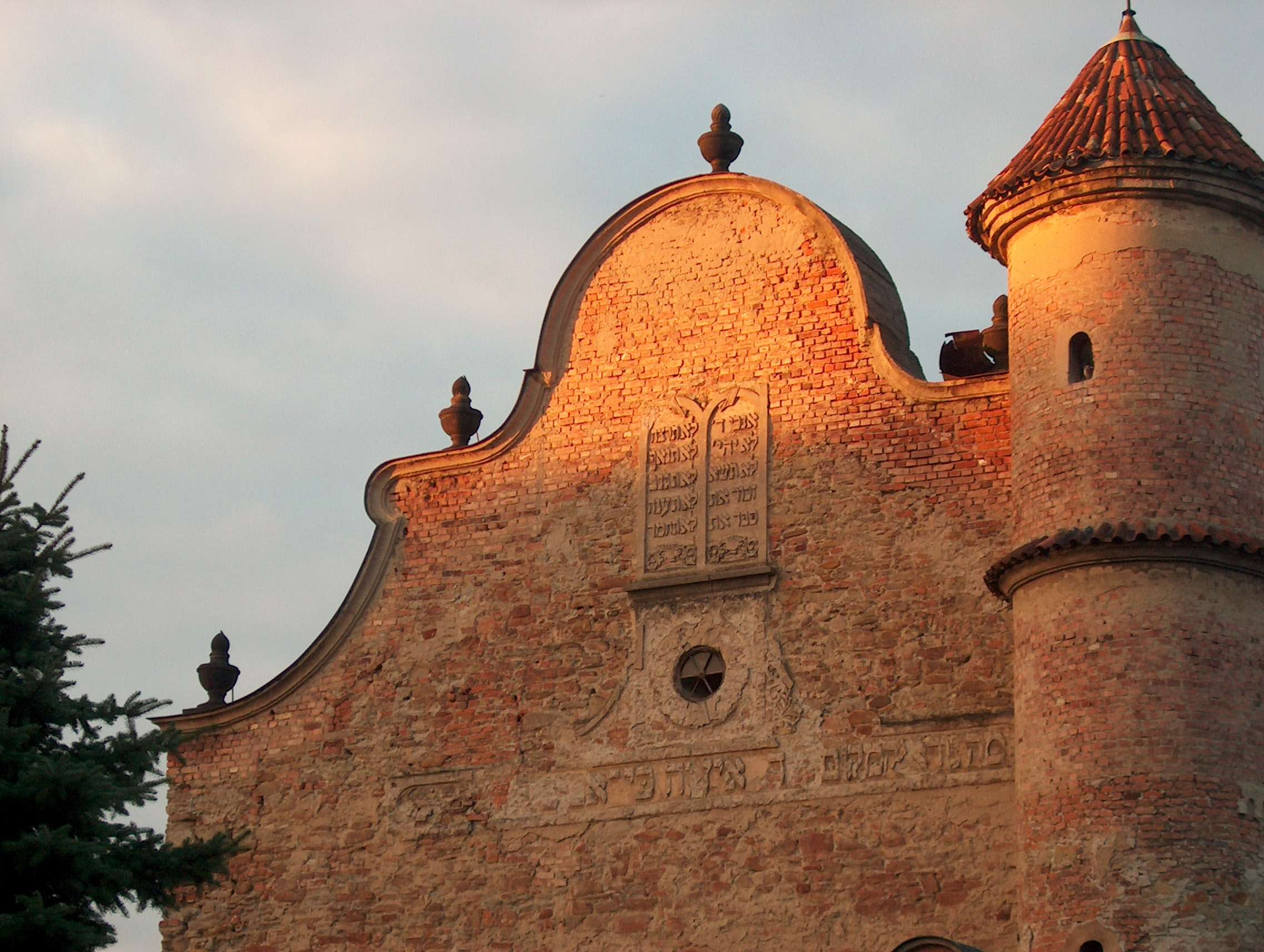
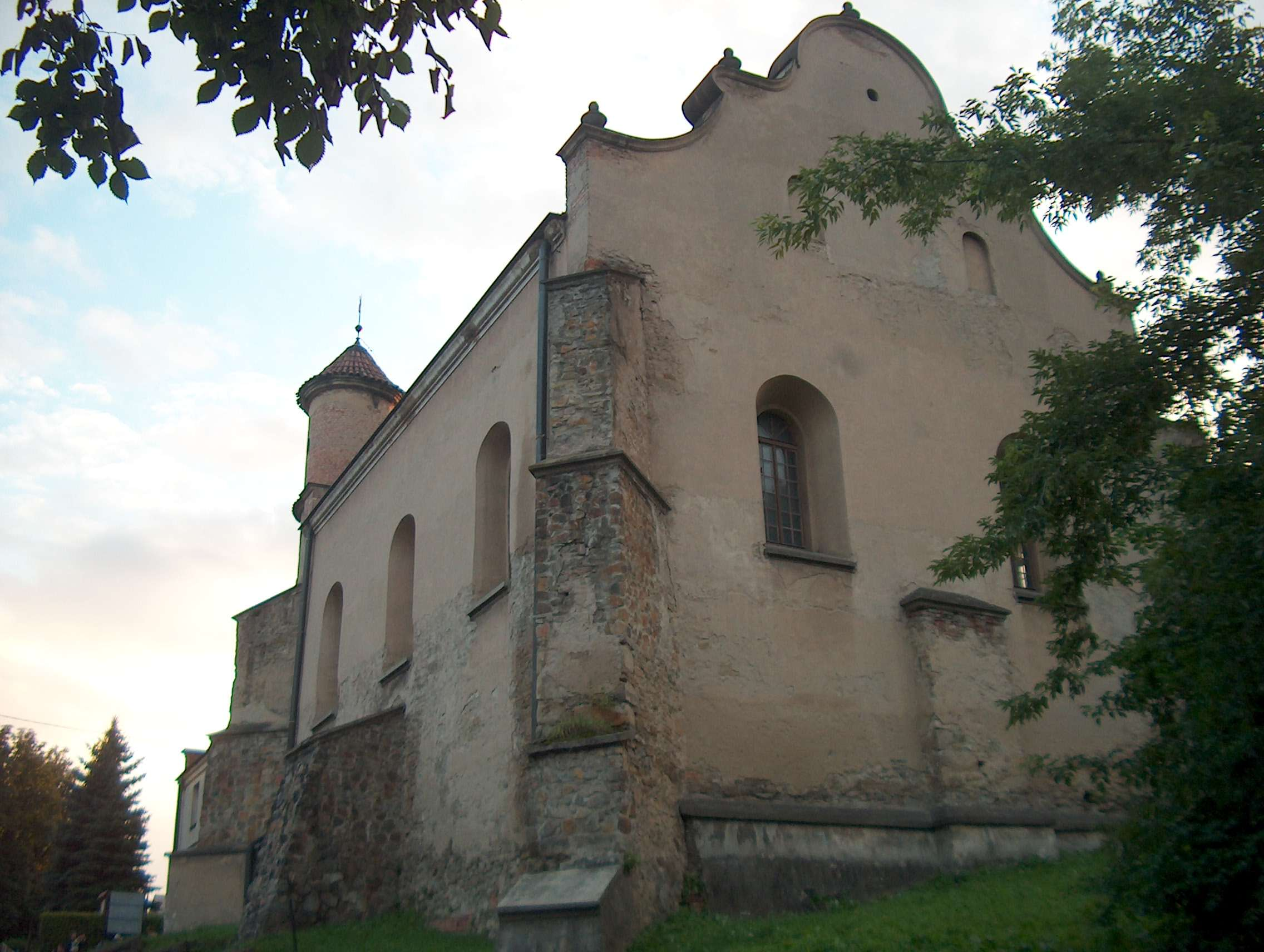
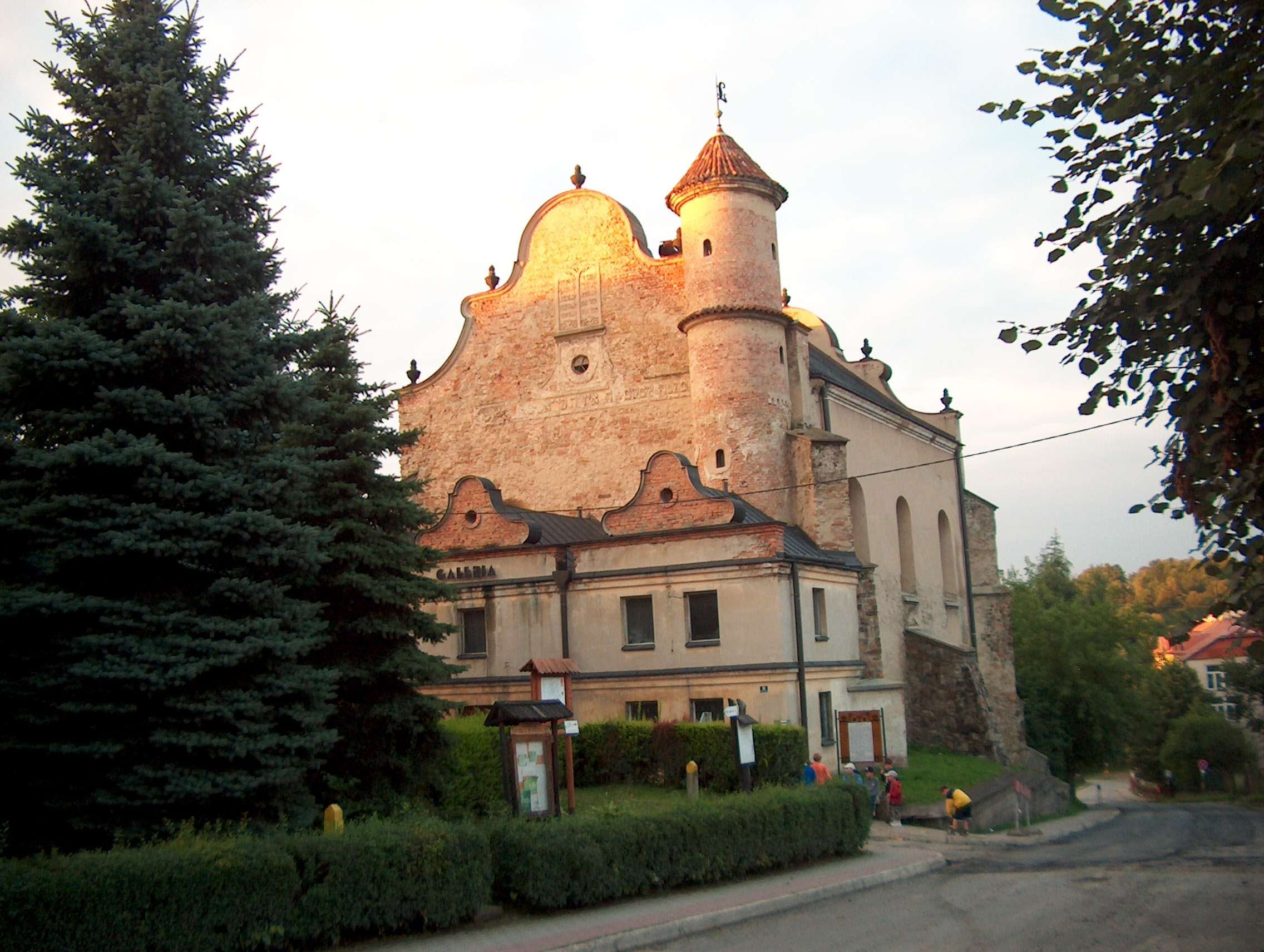
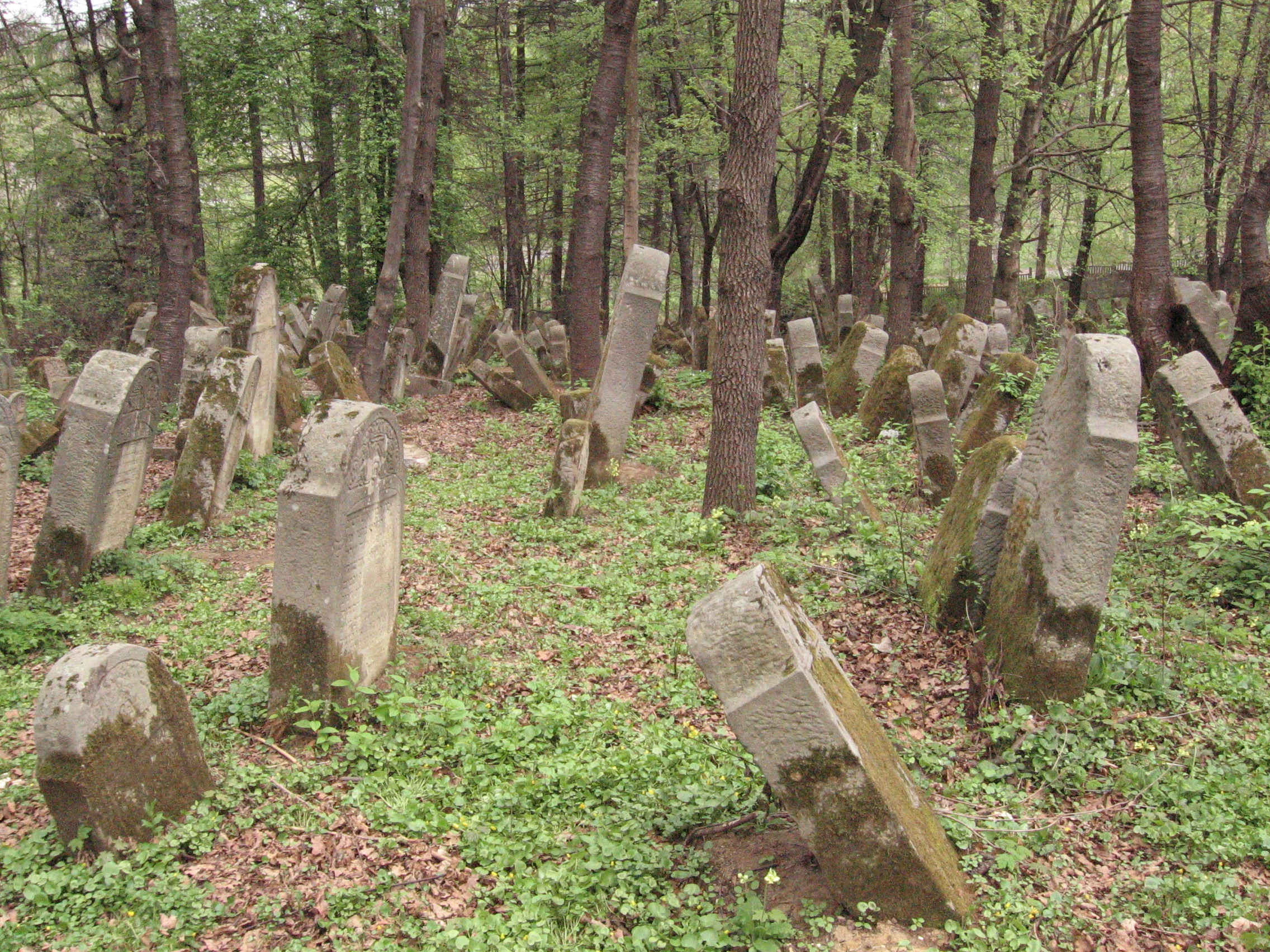
Le cimetière juif de Lesko